# Стецько Ярослава Йосипівна
Яросла́ва (Сла́ва) Йосипівна Стецько́ (при народженні Ганна-Євгенія Йосипівна Музика; 14 травня 1920, село Романівка, Теребовлянський повіт, Тернопільське воєводство, Польща, нині Теребовлянський район, Тернопільщина, Україна — 12 березня 2003, Мюнхен, Німеччина) — українська політична діячка, журналістка, співорганізаторка Червоного Хреста УПА, жіночої мережі та юнацтва ОУН, 2-га керівниця Антибільшовицького блоку народів (АБН). 5-та Голова ОУН(б) (1991—2001). Перша лідерка партії Конгрес українських націоналістів (КУН). Народна депутатка України 2-го, 3-го та 4-го скликань.

## Життєпис

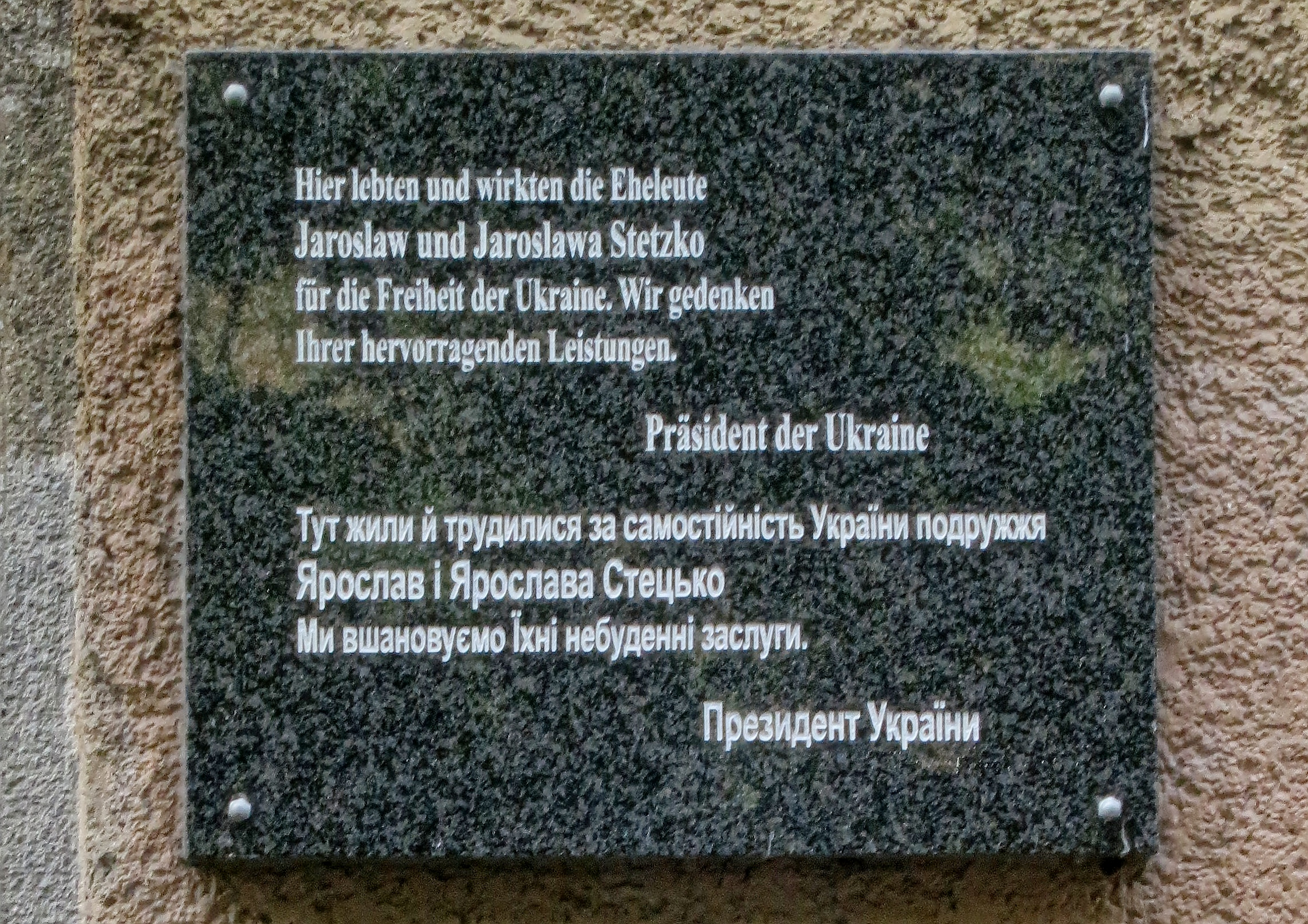
Пам'ятна дошка від Президента України в Мюнхені

Народилася 14 травня 1920 року в селі Романівка Теребовлянського повіту Тернопільського воєводства Польщі (нині Тернопільський район Тернопільської області України) у заможній селянській родині. Закінчила п'ять класів сільської народної школи села Романівка й вступила в польську гімназію в місті Теребовля. Закінчила шість класів Теребовлянської гімназії та два класи гуманітарного ліцею в Теребовлі й у 1939 році склала матуру, була діяльною в Марійській дружині. Член ОУН із 1938 року.
З осені 1939 року по червень 1941 року працювала вчителькою та завідувачкою початкової школи в селі Юшківці Новострілиського району Дрогобицької області (тепер Стрийського району Львівської області). У 1940 році записалася на заочне відділення філософського факультету Львівського університету.
Наприкінці червня 1941 року брала участь у встановленні української влади під проводом ОУН в місті Бірці, була призначена культосвітньою референткою. У 1941 році розпочала навчання на будівельному факультеті Львівської політехніки. З осені 1941 року — на підпільній роботі. 1943 року ув'язнена німцями у Львові. У 1944 році за вказівкою Проводу ОУН виїхала за кордон: спершу до міста Криниці, а потім — до Відня. 1945 року брала участь у вивезенні з лікарні містечка Шіттенгофена (на території Чехії) та звільненні з-під більшовицького арешту пораненого Ярослава Стецька. Член Проводу ОУН.
У 1946 році одружилася з Ярославом Стецьком. У Мюнхені завершила технічні та мовні студії в Правничому інституті (німецька та французька мови).
Членкиня Центральної Управи СУМ (1948—1953). З 1968 року — керівниця сектору зовнішньої політики Проводу ОУНр. Була членкинею ЦК Антибільшовицького блоку народів (АБН), президентом АБН, головною редакторкою ABN-Correspondence (з 1948), квартальника «Ukrainian Review» та різних видань АБН, організаторкою конференцій АБН та учасницею міжнародних антикомуністичних конгресів, співорганізаторкою Європейської Ради Свободи.
Після відновлення Україною незалежності 24 серпня 1991 року повернулася на Батьківщину, пробувши довгі роки у вимушеній еміграції й не набувши іноземного громадянства.
Очолювала Конгрес Українських Націоналістів із 1992 року. У 1991—2001 роках — голова проводу ОУН(б).
Була депутаткою Верховної Ради України другого, третього та четвертого скликань від виборчого округу № 89 Івано-Франківської області. Була найстаршою з депутатів, почесно відкривала засідання новообраної Верховної Ради.
Померла в мюнхенській лікарні 12 березня 2003 року, не доживши двох місяців до свого 83-річчя. Похована 16 березня на Байковому кладовищі в Києві (ділянка № 49б).

## Освіта
- Освіта вища. Львівська Політехніка, школа політичних наук (Мюнхен), конференц-перекладачка.
- За фахом перекладачка з англійської, французької та німецької мов. Володіла польською, англійською, німецькою, французькою, іспанською, італійською, словацькою та білоруською мовами.
- Спеціальність: соціологія, психологія, політологія. Магістр.

## Нагороди й відзнаки

Могила Ярослави Стецько на Байковому кладовищі

- 1993 — Почесна громадянка Львова.
- 2000 — Орден княгині Ольги III ступеня[4].

## Вшанування пам'яті

Пам'ятна дошка на одному з будинків в Івано-Франківську

Пам'ятна дошка на одному з будинків у Яремчі

- У Києві, Івано-Франківську на її честь названо вулиці.

## Книги
- Слава Стецько. «Жінка, яка творила незалежну Україну». — Київ: Ярославів Вал, 2021. — 200 с.